# 안드로이드는 전기 양의 꿈을 꾸는가?
《안드로이드는 전기 양의 꿈을 꾸는가?》(Do Androids Dream of Electric Sheep?) 또는 《안드로이드는 전기 양을 꿈꾸는가?》는 미국의 SF소설가 필립 K. 딕의 장편소설이다. 20세기의 전설적인 SF로 추앙받는 영화 블레이드 러너의 원작소설이기도 하다.

## 개요

### 배경 및 설정
1992년(이후 판에서는 2021년) 파괴적인 세계 전쟁이 끝난 후, 방사능으로 오염된 지구의 대기는 UN으로 하여금 인류의 유전적 완전성을 보존하기 위해 외부 식민지로의 대량 이주를 장려하도록 한다. 지구에서 멀어지면 무료 개인 안드로이드의 인센티브가 제공된다. Rosen Association은 화성의 식민지에서 안드로이드를 제조하지만 일부 안드로이드는 격렬하게 반란을 일으키고 지구로 탈출하여 들키지 않기를 희망한다.
그 결과, 미국과 소련 경찰서는 경계를 늦추지 않고 안드로이드 현상금 사냥 장교를 계속 근무하게 되었다.지구에서 실제 살아있는 동물을 소유하는 것은 유행하는 지위의 상징 이 되었다. 대량 멸종으로 인해 실제 동물이 희귀해졌고 그에 따른 더 큰 공감을 위한 문화적 추진력이 있었기 때문이다. 그러나 가난한 사람들은 살아있는 동물을 실제처럼 보이는 로봇 모조품만 살 수 있다. 예를 들어, 소설의 주인공인 릭 데커드는 검은 얼굴의 전기 양을 소유하고 있다. 공감의 증가 추세는 우연히 Mercerism이라는 새로운 기술 기반 종교에 동기를 부여했다. Mercerism은 "공감 상자"를 사용하여 사용자를 집단 고통 의 가상 현실 에 동시에 연결하는 동시에 순교자 같은 캐릭터 Wilbur Mercer를 중심으로 연결한다. 충돌하는 돌에 맞은 언덕. 높은 지위의 동물 애완 동물을 얻고 공감 상자에 연결하는 것은 이야기의 등장인물이 실존적 성취를 위해 노력하는 유일한 두 가지 방법인 것 같다.

### 줄거리
샌프란시스코 경찰서의 현상금 사냥꾼인 릭 데커드는 최근 화성에서 탈출하여 지구로 여행한 새롭고 고도로 지능적인 Nexus-6 모델의 6개 안드로이드를 "폐기"(죽이는)하는 임무를 맡았다. 이 안드로이드들은 인간과 매우 유사한 유기물로 이루어져 있어 사후 ' 골수 분석 '만이 그 차이를 독자적으로 증명할 수 있어 실제 사람과 거의 구별할 수 없다. 데커드는 이 임무를 통해 우울한 아내 이란을 위로하기 위해 외로운 전기양을 대신할 살아있는 동물을 살 수 있는 충분한 현상금을 벌기를 희망한다. 데커드는 시크릿 안드로이드를 식별하기 위한 최신 공감 테스트의 정확성을 확인하기 위해 시애틀에 있는 Rosen Association의 본부를 방문한다. 데커드는 테스트가 최신 Nexus-6 모델을 실제 사람과 구별하지 못할 수 있다고 의심하고 있으며, 시애틀의 호스트 Rachael Rosen에게 오탐을 나타내는 것으로 보인다. 이는 경찰이 잠재적으로 사람을 처형했음을 의미한다. 로젠 협회는 데커드를 협박하여 사건을 취하하도록 하려 하지만 데커드는 레이첼을 다시 테스트하고 레이첼이 정말로 안드로이드임을 확인하고 그녀는 궁극적으로 이를 인정한다.
데커드는 곧 변장한 Nexus-6 배신자 중 한 명으로 밝혀진 소련 경찰 연락처를 만난다. 데커드는 안드로이드를 죽이고 다음 목표물인 오페라 가수로 변장한 안드로이드를 죽이기 위해 날아간다. 데커드는 무대 뒤에서 그녀를 만나 공감 테스트를 시도하지만 그녀는 경찰에 전화를 건다. 데커드를 현상금 사냥꾼으로 인식하지 못한 경찰은 한 번도 만난 적 없는 경찰관들로 가득 찬 그가 들어본 적도 없는 경찰서에서 그를 체포하고 구금한다. Garland라는 관리는 데커드 자신이 이식된 기억을 가진 안드로이드라고 비난한다. 역에서 일련의 불가사의한 계시가 있은 후 데커드는 안드로이드 지능, 공감, 인간이 된다는 것이 무엇을 의미하는지에 관해 그의 작업 라인이 제기 하는 윤리적, 철학적 질문에 대해 숙고한다. Garland는 데커드에게 총을 겨누며 그와 역의 현상금 사냥꾼인 Phil Resch가 모두 안드로이드라고 주장하면서 역 전체가 가짜임을 드러낸다. 레쉬는 갈런드의 머리에 총을 쏘고 데커드와 함께 오페라 가수에게로 도망가는데, 레쉬는 자신이 안드로이드일 수 있다고 암시하자 냉혈한 피를 흘리며 잔인하게 살해한다. 진실을 알고 싶어하는 레쉬는 데커드에게 자신에게 감정이입 테스트를 해보라고 요청한다. 그런 다음 데커드는 자신을 테스트하여 자신이 인간이지만 특정 안드로이드에 대한 공감 능력이 있음을 확인한다.
데커드는 이제 아내 이란에게 정통 누비아산 염소를 살 수 있다. 나중에 그의 상사는 남아 있는 세 명의 안드로이드 도피자가 숨어 있는 것으로 추정되는 버려진 아파트 건물을 방문하라고 주장한다. 임무의 부도덕에도 불구하고 계속 진행하라고 혼란스럽게 말하는 예언자 같은 머서의 환영을 경험한 데커드는 안드로이드 심리학에 대한 그녀의 지식이 그의 조사에 도움이 될 수 있기 때문에 레이첼 로젠을 다시 부른다. 레이첼은 도와주기를 거부하지만 데커드가 사건을 포기하는 대가로 호텔에서 데커드를 만나기로 마지못해 동의한다. 호텔에서 그녀는 도망자 안드로이드 중 한 명이 자신과 똑같은 모델임을 밝혔다. 처음에는 레이첼에게 의심을 품었지만 레이첼과 데커드는 결국 섹스를 하고, 그 후 서로에 대한 사랑을 고백한다. Rachael은 그녀가 많은 현상금 사냥꾼들과 잤다고 밝혔다. 배신감에 분노에 찬 데커드는 그녀를 죽이겠다고 위협하지만 그가 버려진 아파트 건물로 떠나기 전 마지막 순간에 참는다.
한편, 나머지 세 명의 넥서스-6 안드로이드 도피자들은 데커드를 능가할 방법을 계획한다. 건물의 유일한 다른 거주자인 John R. Isidore는 방사능 피해를 입고 지적으로 평균 이하의 인간으로 그들과 친구가 되려고 하지만 그가 발견한 희귀 거미를 잔인하게 고문하고 절단하자 충격을 받다. 그들은 모두 Mercerism의 전체 신학이 사기라는 결정적인 증거를 제시하는 텔레비전 프로그램을 시청한다. 데커드는 매복을 알리는 머서의 기이하고 초자연적인 예감을 경험하고 건물에 들어선다. 안드로이드가 그를 먼저 공격할 때 데커드는 사전에 테스트하지 않고 세 개를 모두 격추함으로써 법적으로 정당화된다. Isidore는 황폐화되었고 데커드는 곧 하루에 기록적인 Nexus-6 킬에 대한 보상을 받았다. 데커드는 집으로 돌아갔을 때 이란이 떠나 있는 동안 Rachael Rosen이 들러서 염소를 죽였기 때문에 슬퍼하는 것을 발견한다.
데커드는 오레곤의 무인도, 황폐한 지역으로 여행한다. 그는 언덕을 오르다가 떨어지는 바위에 맞고 이것이 머서의 순교와 섬뜩한 경험이라는 것을 깨달았다. 그는 자신이 생각하는 진짜 두꺼비 (멸종된 것으로 생각되는 동물)를 갑자기 발견하지만, 그것을 가지고 집으로 돌아갔을 때 이란은 그것이 단지 전기적인 것임을 알게 된다. 데커드는 절망했고 이란은 이 사실을 그에게 폭로한 것에 대해 죄책감을 느끼지만, 데커드는 전기 동물에게도 생명이 있다고 결정한다. 그가 잠이 들면서 그녀는 그를 대신해 전기 두꺼비를 돌볼 준비를 한다.

## 영향과 영감
이 소설을 쓰면서 딕은 L. Ron Hubbard의 글에서 영감을 받았다. 딕이 어렸을 때인 1940년에 처음 출간된 허바드의 소설 < 공포>는 독자가 주인공처럼 현실 그 자체와 동떨어진 느낌을 주는 방식으로 전달된 공포 소설이었다. Stephen King은 Fear를 "섬뜩하고 초현실적인 위협과 공포의 고전적인 이야기"로 묘사했다. Dick은 독자를 안드로이드의 초현실적인 느낌으로 끌어들이는 데 성공하여 실제로 무슨 일이 일어나고 있는지 말하기 어려울 수 있다.
딕은 또한 의도적으로 느와르 소설 스타일의 장면 전달을 모방한다. 하드보일드 수사관은 부패와 어리석음으로 가득한 잔인한 세상을 차갑게 대한다. 딕에 대한 또 다른 영향은 작가 시어도어 스터전에 있다.